# Rubén Pagnanini
Rubén Oscar Pagnanini (* 31. leden 1949, San Nicolás de los Arroyos, Buenos Aires, Argentina) je bývalý argentinský fotbalista. Nastupoval především na postu krajního obránce.
S argentinskou reprezentací se stal mistrem světa roku 1978, byť na závěrečném turnaji nenastoupil. V národním týmu odehrál 4 utkání, v nichž vstřelil jeden gól.
S klubem Independiente Buenos Aires se stal dvakrát mistrem Argentiny (1977, 1978). V argentinských soutěžích hrál na nejvyšší úrovni také za Estudiantes de La Plata a Argentinos Juniors. Působil též v USA, v dresu Minnesota Kicks.